# Uboldo
Uboldo is een gemeente in de Italiaanse provincie Varese (regio Lombardije) en telt 9889 inwoners (31-12-2004). De oppervlakte bedraagt 10,6 km², de bevolkingsdichtheid is 949 inwoners per km².

## Demografie
Uboldo telt ongeveer 3927 huishoudens. Het aantal inwoners steeg in de periode 1991-2001 met 10,0% volgens cijfers uit de tienjaarlijkse volkstellingen van ISTAT.
| Jaar | Inwoneraantal |
| ---- | ------------- |
| 1991 | 8632          |
| 2001 | 9493          |

## Geografie
De gemeente ligt op ongeveer 205 m boven zeeniveau.
Uboldo grenst aan de volgende gemeenten: Cerro Maggiore (MI), Gerenzano, Origgio, Rescaldina (MI), Saronno.